# ニッポン人物ア・ラ・100年
『ニッポン人物ア・ラ・100年』（ニッポンじんぶつアラひゃくねん）は、日本の民間放送ラジオ局で放送されている、教養番組・ドキュメンタリー番組である。
番組は、日本史の功績を残した、各界の著名人の業績・伝記を展開する一口コラムである。語り手は渡辺克己。放送局により5分で1人を取り上げる場合と、10分で2－3人（前後編1人＋もう1名の場合と3人別々のパターンとがある。まれに10分の尺全体で1人を前中後編に分けることもある）の2つのパターンがある。
年末にはこの番組と同じフォーマットで、当該年度に他界した著名人を取り上げた「ファイナル人物ストーリー」が放送され、通常ネットしていない一部地方局でも放送されている。

## ネット局
2021年10月現在
- 秋田放送
- 山形放送
- ラジオ福島
- 信越放送
- 高知放送
- 長崎放送（スポンサー付き）
- NBCラジオ佐賀（同上）
- 熊本放送
- 宮崎放送